# 日落隧道
日落隧道（英語：Sunset Tunnel）是美國加州舊金山一條長度4,232呎（1,290米）之輕軌隧道。此隧道經過舊金山麗景公園的陡峭丘陵，由舊金山輕軌N線使用。
此隧道開通於1928年10月21日，由當時舊金山市長James Rolph主持通車典禮。 隧道的東側入口位在杜伯斯大街（Duboce Avenue）與諾伊街（Noe street）路口，鄰近杜伯斯公園；西側入口則在卡爾街（Carl Street）與柯爾街（Cole Street）路口。
隧道的使用僅限於舊金山輕軌列車，然而隧道並未完整地隔離保護，塗鴉等破壞行為時常可見。此外汽車駕駛將車輛開入隧道的事件也時有耳聞。

## 參考資料

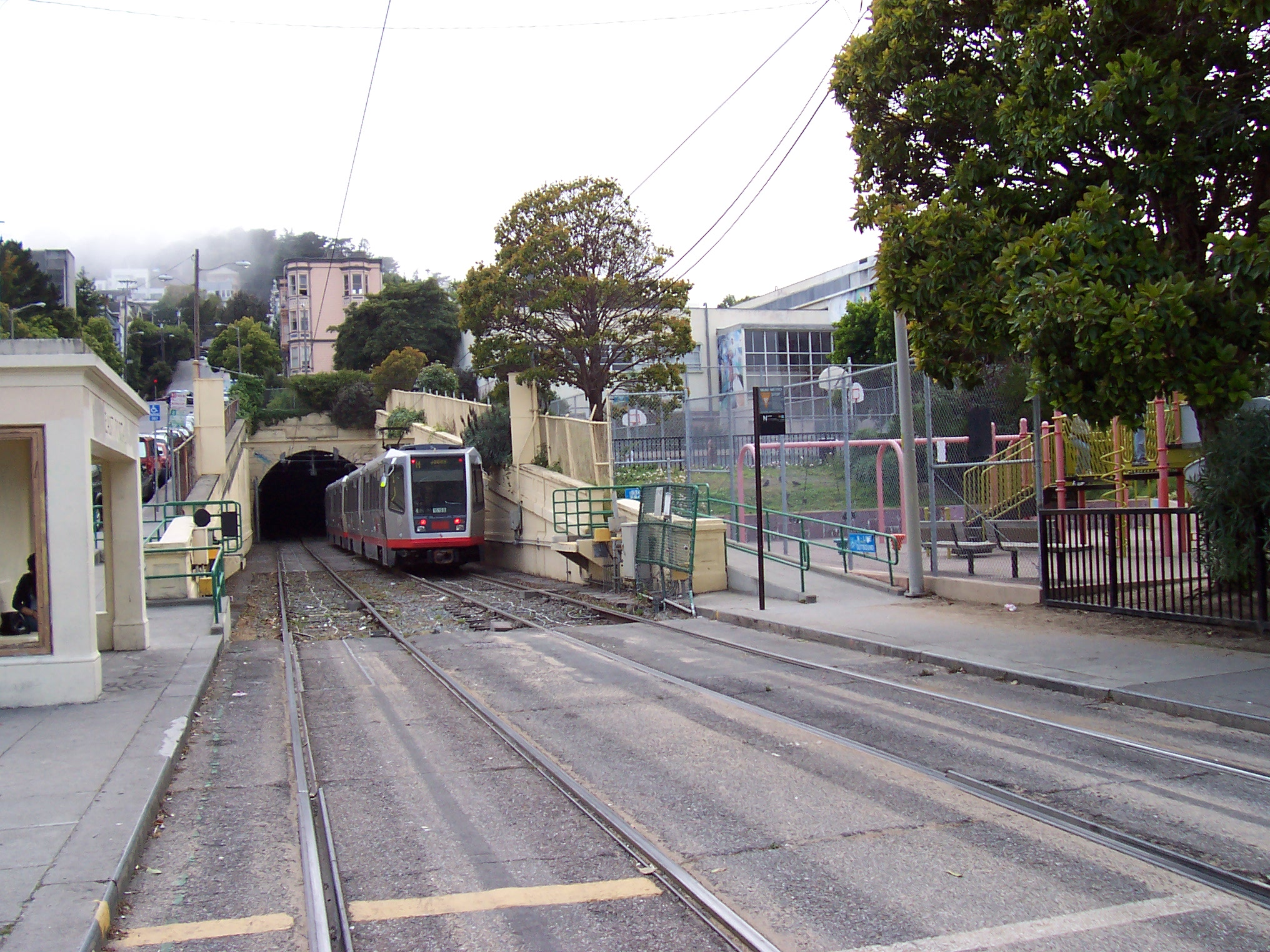
舊金山輕軌N線列車進入日落隧道東側入口